# Tuvtjärnarna, Lappland
Tuvtjärnarna är en sjö i Åsele kommun i Lappland och ingår i Ångermanälvens huvudavrinningsområde.